# Andreas Bratt
Andreas Bratt (* 1769 im Kirchspiel Åsaka, Västergötland; † 27. Februar 1811) war ein schwedischer Mathematiker und Astronom.

## Leben
Andreas Bratt, Sohn des gleichnamigen Landpastors im Bistum Skara, wurde von seinem Vater und von Hauslehrern unterrichtet. Nach einem Jahr am Gymnasium in Skara studierte er an der Universität Uppsala und wurde 1789 Magister. Er lehrte als Privatdozent Astronomie, später an der Universität Åbo Mathematik. 1801 ging er an die Universität Greifswald, wo er ordentlicher Professor für Mathematik und Physik wurde. 1804 wurde er zum Rektor der Hochschule gewählt.
1810 veröffentlichte er eine umfangreiche Schrift gegen die von der schwedischen Regierung in Betracht gezogene Auflösung der Universität Greifswald. Detailliert legte er dar, dass dieses Vorhaben keine Einsparungen bringen würde und der Stadt Greifswald und ihrem Umfeld schwerer wirtschaftlicher Schaden entstehen könnte. Bratt wies als erster die kulturelle, über die Grenzen Schwedisch-Pommerns hinausgehende Bedeutung der Universität nach. Er legte den hohen Wert Greifswalds für die schwedische Kultur dar und führte eine große Zahl von Schweden auf, die in Greifswald studiert hatten und später hohe und höchste Ämter in Kirche, Staat und Universitäten Schwedens innehatten.
Er selbst wollte als Pfarrer nach Schweden zurückkehren. In einer theologischen Arbeit suchte er 1810 dazu seine Befähigung nachzuweisen. Sein Tod 1811 verhinderte sein Vorhaben.

## Schriften (Auswahl)
- Problema geometricum triangulum datum a dato punctum in duas partes aequales secandi. Greifswald 1807.
- Dissertation de satifactione Christi vicaria. Greifswald 1810.
- Ueber die projektierte Aufhebung der Universität zu Greifswald. Greifswald 1810.